# 5월 3일
5월 3일은 그레고리력으로 123번째(윤년일 경우 124번째), 뒤에서부터는 243번째 날에 해당한다.

## 사건
- 189년 - 백제에서 일식 발생.
- 1791년 - 폴란드-리투아니아 연방 의회가 헌법을 채택하다.
- 1862년 - 미국 남북 전쟁, 한 달에 걸친 조지 맥클레란의 공격 준비를 알고 있던 조지프 E. 존스턴이 기만 포격 후 전군 철수하다.
- 1868년 - 보신 전쟁에서 에도 성이 함락. 도쿠가와 막부가 소멸.
- 1947년 - 일본, 새 헌법이 발효되다. (헌법 기념일)
- 1960년 - 유럽 자유 무역 연합이 창설되다.
- 1962년 - 일본 국유철도 조반선 미카와시마역 구내에서 열차 탈선 다중충돌사고인 미카와시마 사고가 발생하다.
- 1968년 - 프랑스 파리에서 5월 혁명이 일어나다.
- 1984년 - 교황 요한 바오로 2세, 대한민국을 1차 방문
- 1986년 - 대한민국 인천에서 재야 및 학생 운동권 세력이 국민헌법제정과 헌법제정민중회의 소집을 요구하는 대규모 소요 사태가 발생하다.
- 1987년 - 프랑스의 여가수가 자택에서 향년 54세의 나이에 자살했다.
- 2016년 - 전라남도 고흥군 나로우주센터에서 한국형발사체 75톤 엔진 첫 연소 시험에 성공하다.

## 문화
- 1937년 - 마거릿 미첼의 소설 《바람과 함께 사라지다》가 퓰리처상을 받다.
- 1947년 - 한국 첫 축구 국가대표팀인 조선 축구 국가대표팀이 2월에 첫 해외원정 경기인 상해원정을 떠났다가 귀국했다. 5전3승1무1패.
- 2010년 -
  - SM 엔터테인먼트 소속 그룹 f(x), 첫 번째 미니앨범 'NU ABO' 발매.
  - 제3경인고속화도로가 개통되다.

## 탄생
- 1276년 - 에브뢰 백작, 필리프 3세와 마리 드 브라방 사이의 아들 루이 데브뢰. (~1319년)
- 1469년 - 이탈리아의 사상가 니콜로 마키아벨리. (~1527년)
- 1678년 - 스페인의 상인, 해적 아마로 파고. (~1747년)
- 1819년 - 러시아의 사상가 유리 사마린. (~1876년)
- 1850년 - 서부 개척 시대의 무법자 집단 코치스 군 카우보이스 관련자 조니 링고. (~1882년)
- 1872년 - 일제 강점기의 친일파 정치인 박중양. (~1959년)
- 1875년 - 대한민국의 독립운동가 신석구. (~1950년)
- 1892년 - 영국의 물리 학자 조지 패짓 톰슨. (~1975년)
- 1903년
  - 대한민국의 언론인 고재욱. (~1976년)
  - 미국의 가수 겸 배우 빙 크로스비. (~1977년)
- 1913년 - 미국의 극작가 윌리엄 인지. (~1973년)
- 1919년
  - 미국의 가수 피트 시거. (~2014년)
  - 조선민주주의인민공화국의 정치인 황순희. (~2020년)
- 1920년 - 대한민국의 시인, 수필가 김상옥. (~1995년)
- 1924년 - 대한민국의 정치인 김명윤. (~2016년)
- 1929년 - 이스라엘의 군인 알베르트 만들러. (~1973년)
- 1933년
  - 미국의 R&B, 소울 싱어송라이터, 댄서 제임스 브라운. (~2006년)
  - 미국의 물리학자 스티븐 와인버그. (~2021년)
- 1934년 - 이집트 태생 프랑스의 싱어송라이터 조르주 무스타키. (~2013년)
- 1942년 - 미국의 정치인 부치 수달.
- 1945년 - 대한민국의 가수 김도향.
- 1947년 - 대한민국의 소설가이자 번역가 이윤기. (~2010년)
- 1949년
  - 아르헨티나의 축구 선수 레오폴도 루케. (~2021년)
  - 중국계 미국인 요리연구가, 방송인 켄 홈.
- 1950년
  - 미국의 영화 감독 조 존스턴.
  - 대한민국의 성우 김창주.
  - 웨일스의 싱어송라이터 메리 홉킨.
- 1952년 - 지바현의 록 음악 하이노 케이지.
- 1954년
  - 대한민국의 배우 태민영. (~2000년)
  - 대한민국의 군인 권혁순.
- 1959년
  - 대한민국의 배우 김미숙.
  - 미국의 정치인 리처드 코드레이.
- 1960년 - 대한민국의 예술 경영인 김주호. (~2013년)
- 1962년 - 대한민국의 전 야구 선수, 현 야구 코치 김성갑.
- 1965년
  - 영국의 배우 롭 브라이던.
  - 미국의 심리학자, 작가 메리 L. 트럼프.
- 1966년
  - 대한민국의 배우 권용운.
  - 대한민국의 정치인, 프로파일러 표창원.
  - 대한민국의 경찰행정학과, 방송인 권일용.
- 1967년 - 대한민국의 전 야구 선수, 현 야구 코치 김호.
- 1968년 - 대한민국의 변호사 조희연.
- 1970년 - 미국의 배우 보비 캐너베일.
- 1971년
  - 대한민국의 희극인 서동균.
  - 대한민국의 래퍼 이하늘 (DJ DOC).
  - 대한민국의 축구 선수 김기동.
- 1973년
  - 대한민국의 가수 하수빈.
  - 네덜란드의 전 축구 선수 미하얼 레이지허르.
- 1974년 - 미국의 영화 감독, 영화 제작가 조지프 코신스키.
- 1975년
  - 크로아티아의 피아니스트 막심 므라비차.
  - 대한민국의 가수 겸 작곡가 대니.
- 1976년
  - 대한민국의 전 야구 선수 황우구.
  - 대한민국의 전 야구 선수 최영완.
- 1977년
  - 대한민국의 가수 렉시.
  - 일본의 만화가 마시마 히로.
  - 일본의 성우 이치무라 오마.
  - 캐나다의 야구 선수 라이언 뎀스터.
- 1978년 - 대한민국의 야구 선수 고지행.
- 1980년
  - 대한민국의 배우 김미주.
  - 대한민국의 법조 출신 정치인 정준호.
- 1981년
  - 대한민국의 전 핸드볼 선수 김남선.
  - 대한민국의 가수 겸 배우 유니. (~2007년)
  - 미국의 가수 파라 프랭클린.
  - 대한민국의 전 야구 선수 구자민.
- 1982년
  - 영국, 미국의 배우 리베카 홀.
  - 대한민국의 희극인 한송희.
  - 대한민국의 양궁 선수 주현정.
  - 대한민국의 기업인 정기선.
- 1983년
  - 대한민국의 배우 동현배.
  - 대한민국의 배우 박재랑.
- 1984년
  - 대한민국의 배우 김선우.
  - 대한민국의 배우 남상미.
  - 대한민국의 아나운서 김선근.
  - 대한민국의 가수 이기욱.
- 1985년
  - 대한민국의 야구 선수 조정훈 (롯데 자이언츠).
  - 아르헨티나의 축구 선수 에세키엘 라베시.
- 1986년
  - 대한민국의 가수 헤르쯔 아날로그.
  - 프랑스의 배우 폼 클레멘티에프.
  - 대한민국의 배우 정재윤.
- 1987년 - 대한민국의 배우 김정헌.
- 1988년
  - 대한민국의 가수 이유애린. (나인뮤지스)
  - 대한민국의 아나운서 진달래.
  - 대한민국의 기자 이세영.
- 1989년 - 대한민국의 전직 스타크래프트 프로게이머 허영무.
- 1990년
  - 대한민국의 가수 이소예.
  - 핀란드의 아이스하키 선수 테무 하르티카이넨.
- 1991년
  - 아르헨티나의 축구 선수 로헬리오 푸네스 모리.
  - 대한민국의 가수 서사무엘.
  - 필리핀의 배우, 영화 프로듀서, 영화 각본가, 모델, 사회자 벨라 파디야.
- 1992년
  - 대한민국의 힙합 가수 크러쉬.
  - 대한민국의 스타크래프트 프로게이머 하재상.
  - 일본의 배구 선수 호리카와 마리.
  - 미국의 가수 벤지 (B.I.G).
- 1993년
  - 대한민국의 유튜버, 인플루언서 송대익.
  - 대한민국의 축구 선수 김현.
  - 대한민국의 전 씨름 선수 가수 김도현.
- 1994년
  - 대한민국의 농구 선수 김민정.
  - 대한민국의 축구 선수 박민수.
  - 대한민국의 조명 디자이너 이사벨라 리.
- 1995년
  - 대한민국의 배우 유주은. (~2022년)
  - 대한민국의 배우 김하연.
  - 미국의 야구 선수 오스틴 메도스.
  - 프랑스의 자동차경주 선수 아드리앵 푸르모.
- 1996년
  - 나이지리아의 축구 선수 앨릭스 이워비.
  - 대한민국의 축구 선수 김현중.
  - 미국의 배우 노아 먼크.
- 1997년 - 대한민국의 아나운서 신윤아.
- 1998년 - 대한민국의 가수 샌디. (애플비)
- 1999년
  - 대한민국의 기상 캐스터 이현정.
  - 대한민국의 가수 SOFKINNE.
  - 일본의 축구 선수 마쓰다 리쿠.
- 2000년 - 우즈베키스탄의 태권도 선수 스베틀라나 오시포바.
- 2001년 - 중화인민공화국의 크로스컨트리 스키 선수 디니거얼 이라무장.
- 2003년
  - 대한민국의 배우 서동현.
  - 독일의 축구 선수 플로리안 비르츠.
- 2004년 - 대한민국의 가수 김연규.
- 2008년 - 팔레스타인의 소녀 힌드 라잡. (~2024년)
- 2009년 - 대한민국의 아역배우 구건민.

## 사망
- 1758년 - 제247대 로마의 교황 교황 베네딕토 14세. (1675년~)
- 1856년 - 프랑스의 작곡가 아돌프 아당. (1803년~)
- 1916년 - 아일랜드의 시인, 혁명가 패트릭 피어스. (1879년~)
- 1926년 - 스웨덴의 경제학자 크누트 빅셀. (1851년~)
- 1967년 - 대한민국의 독립운동가 오광선. (1896년~)
- 1976년 - 일본의 군인 가지쓰카 류지. (1888년~)
- 1999년 - 대한민국의 정치인 정구중. (1918년~)
- 2008년 - 대한민국의 교육인 이익훈. (1947년~)
- 2014년 - 대한민국의 정치인 박준규. (1925년~)
- 2018년 - 대한민국의 해군참모총장 김홍렬. (1939년~)
- 2019년 - 일본의 수학자 시무라 고로. (1930년~)
- 2020년 - 미국의 영화배우 존 에릭슨. (1926년~)
- 2021년 - 미국의 가수 로이드 프라이스. (1933년~)
- 2022년 - 벨라루스의 제1대 대통령 스타니슬라우 슈시케비치. (1934년~)
- 2024년 - 일본의 정치인 아이치 가즈오. (1937년~)
- 2025년 - 튀르키예의 영화배우 스르 쉬레이야 왼데르. (1962년~)

## 기념일
- 부처님 오신 날 - 1998년, 2017년, 2036년, 2074년, 2093년
- 세계 언론 자유의 날(World Press Freedom Day)
- 진돗개의 날: 진돗개가 천연기념물 제53호로 지정된 것을 기념하기 위해 5월 3일을 진도개의 날로 지정(2012년), 대한민국
- 제헌절(Constitution Day): 폴란드
- 헌법 기념일(Constitution Memorial Day): 일본

## 같이 보기
- 전날: 5월 2일 다음날: 5월 4일 - 전달: 4월 3일 다음달: 6월 3일
- 음력: 5월 3일
- 모두 보기